# Wielki Buczek (powiat złotowski)
Wielki Buczek – wieś krajeńska w Polsce, położona w województwie wielkopolskim, w powiecie złotowskim, w gminie Lipka, ok. 17 km na północny wschód od Złotowa.

## Historia
W kronikach notowano Buczek od 1453 roku. Właścicielami wsi byli Debrzyńscy, Wituńscy, Potuliccy, Raczyńscy i Grabowscy. Dwór został w latach 1873-1889 rozparcelowany przez "Ostdeutche Produktenbank". Wieś liczyła według spisu ludności z 1905 roku 340 Polaków. W okresie międzywojennym we wsi istniał oddział Związku Polaków w Niemczech, Towarzystwo Młodzieży Żeńskiej i Męskiej, Sekcja Sportowa żeńska i męska, Kółko Rolnicze, Zastęp Harcerski, Sodalicja Mariańska, Róże Różańcowe. 7 czerwca 1929 we wsi powstała szkoła polska.
Od 1656 Wielki Buczek jest siedzibą rzymskokatolickiej parafii Świętej Trójcy.
W latach 1954–1971 wieś należała i była siedzibą władz gromady Buczek Wielki. W latach 1975–1998 miejscowość należała administracyjnie do województwa pilskiego.

## Kościół Św. Trójcy
We wsi zachował się szachulcowy kościół pw. Św. Trójcy powstały w latach 1729–1734 z fundacji bpa Adama Stanisława Grabowskiego. Remontowany w 1833, konstrukcji słupowo-ramowej. W bocznym ołtarzu kościoła obraz fundacji Debrzyńskich Hermana Hana "Koronacja Najśw. Marii Panny" z poł. XVII stulecia.

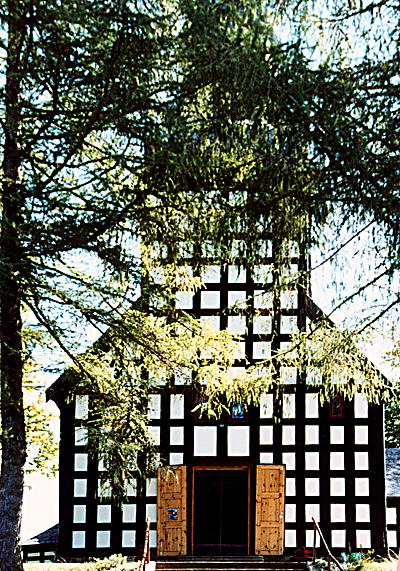
Fasada frontowa z wieżą
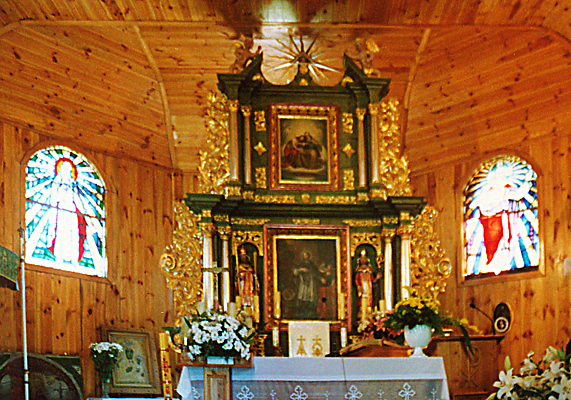
Ołtarz główny
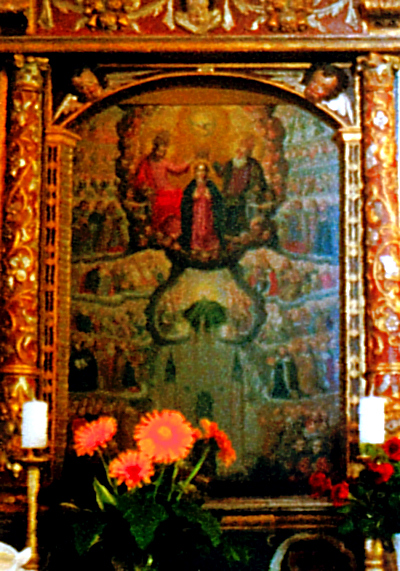
Obraz "Koronacja Najśw. Marii Panny"